# Sylvia Chang
Sylvia Chang (tradicional: 張艾嘉 ; simplificado: 张艾嘉 ; pinyin: Zhāng1 Ài4 jiā1; jyutping: Cheung Ngaai Ga; nombre verdadero: Ai-chia Sylvia Chang; Chiayi, 21 de julio de 1953) es una actriz, escritora, cantante, productora y directora de cine taiwanesa. En 1992, fue miembro del jurado en el 42 º Festival Internacional de Cine de Berlín.

## Filmografía

### Como actriz
- Buddha Mountain (2010)
- The Go Master (2006)
- American Fusion (2005)
- Rice Rhapsody (2004)
- 20 30 40 (2004)
- Forever and Ever (2001)
- Tempting Heart (1999)
- The Red Violin (1998)
- A Chinese Ghost Story: The Tsui Hark Animation (1997)
- Killer Lady (1995)
- I Want to Go on Living (1995)
- Eat Drink Man Woman (1994)
- C'est la vie, mon chéri (1994)
- The New Age of Living Together  (1994)
- Huan ying (1993)
- Lucky Encounter (1992)
- The Twin Dragons (1992)
- The Banquet (1991) - Herself
- Sisters of the World Unite (1991)
- A Rascal's Tale (1991)
- Queen of Temple Street (1990)
- Full Moon in New York (1990)
- All About Ah-Long (1989)
- Two Painters (1989)
- Eight Taels of Gold (1989)
- The Fun, the Luck, and the Tycoon (1989)
- Soursweet (1988)
- King of Stanley Market (1988)
- Chicken and Duck Talk (1988)
- My Mother's Tea House (1988)
- Sister Cupid (1987)
- Kidnapped (1987)
- Seven Years Itch (1987)
- Yellow Story (1987)
- Immortal Story (1986)
- Passion (1986)
- The Luckiest Stars (1986)
- Mad Mission 4: You Never Die Twice (1986)
- My Favorite Season (1985)
- Mad Mission III: Our Man from Bond Street (1984)
- Funny Face (1984)
- Double Trouble (1984)
- The Story in Sorghum Field  (1984)
- Shanghai Blues (1984)
- That Day, on the Beach (1983)
- Cabaret of the Streets (1983)
- Mad Mission II (1983)
- Cabaret Tears (1983)
- Attack Force Z (1982)
- Mad Mission 1 (1982)
- Crazy Romance (1982)
- He Lives by Night (1982)
- My Grandfather (1982)
- In Our Time (1982)
- Kong zhong wu shi (1981)
- The Funniest Movie (1981)
- Zhong shen da shi (1981)
- Dai xiao jiang jun (1981)
- The Imperious Princess (1980)
- White Jasmine (1980)
- Xue jian leng ying bao (1980)
- Legend of the Mountain (1979)
- Crazy Disaster (1979)
- Ma feng nu (1979)
- M*A*S*H (1979)
- Mitra (1977)
- A Pirate of Love (1977)
- Taibei liu shi liu (1977)
- Zuo ri chong chong (1977)
- The Lady Killer (1977)
- The Dream of the Red Chamber(1977 film)
- Qing se shan mai (1977)
- The Golden Age (1977)
- Ai qing wo zhao dao le (1977)
- Bian se de tai yang (1976)
- Xing yu (1976)
- Luo ye piao piao (1976)
- Bi yun tian (1976)
- Lang hua (1976)
- Victory (1976)
- The Longest Bridge (1976)
- Warmth in Autumn (1976)
- Qiu chan (1976)
- The Story of Four Girls (1975)
- Bruce: Hong Kong Master (1975)
- Slaughter in San Francisco (1974)
- Shi qi shi qi shi ba (1974)
- The Tattooed Dragon (1973)

### Como directora
- Run Papa Run (2008)
- 20 30 40 (2004)
- Princess D (2002)
- Tempting Heart (1999)
- Tonight Nobody Goes Home (1996)
- Shao Nu xiao yu (1995)
- Conjugal Affair (1994)
- Mary from Beijing (1992)
- Sisters of the World Unite  (1991)
- Yellow Story  (1987)
- Passion (1986)
- Once Upon a Time (1981)

### Como escritora
- 20 30 40 (2004)
- Princess D (2002)
- Tempting Heart (1999)
- Tonight Nobody Goes Home (1996)
- Shao Nu xiao yu (1995)
- Conjugal Affair (1994)
- Three Summers (1992)
- Mary from Beijing (1992)
- Sisters of the World Unite (1991)